# Грабувкі (Малопольське воєводство)
Грабувкі (пол. Grabówki) — село в Польщі, у гміні Величка Велицького повіту Малопольського воєводства.
Населення — 1118 осіб (2011).

## Демографія
Демографічна структура станом на 31 березня 2011 року:
|          | Загалом | Допрацездатний вік | Працездатний вік | Постпрацездатний вік |
| -------- | ------- | ------------------ | ---------------- | -------------------- |
| Чоловіки | 546     | 134                | 366              | 46                   |
| Жінки    | 572     | 105                | 350              | 117                  |
| Разом    | 1118    | 239                | 716              | 163                  |